# Liste der Biografien/Ene
Liste der Biografien |
Portal Biografien |
Personensuche
# |
A |
B |
C |
D |
E |
F |
G |
H |
I |
J |
K |
L |
M |
N |
O |
P |
Q |
R |
S |
T |
U |
V |
W |
X |
Y |
Z |
?
 
Ea |
Eb |
Ec |
Ed |
Ee |
Ef |
Eg |
Eh |
Ei |
Ej |
Ek |
El |
Em |
En |
Eo |
Ep |
Eq |
Er |
Es |
Et |
Eu |
Ev |
Ew |
Ex |
Ey |
Ez
 
Ena |
Enb |
Enc |
End |
Ene |
Enf |
Eng |
Enh |
Eni |
Enj |
Enk |
Enl |
Enm |
Enn |
Eno |
Enq |
Enr |
Ens |
Ent |
Enu |
Env |
Enw |
Enx |
Eny |
Enz
Die Liste der Biografien führt alle Personen auf, die in der deutschsprachigen Wikipedia einen Artikel haben. Dieses ist eine Teilliste mit 47 Einträgen von Personen, deren Namen mit den Buchstaben „Ene“ beginnt.

## Ene
- Ene, Alexandru (1928–2011), rumänischer Fußballspieler
- Ene, Cristina (* 1995), rumänische Tennisspielerin
- Ene, Gheorghe (1937–2009), rumänischer Fußballspieler und -trainer
- Ene, Gheorghe (1950–2011), rumänischer Schriftsteller und Feuilletonist
- Ene, Marius (* 1972), rumänischer Biathlet
- Ene, Roxana (* 1995), rumänische Sprinterin

### Enea
- Enea, Horace (1941–2009), US-amerikanischer Informatiker

### Eneb

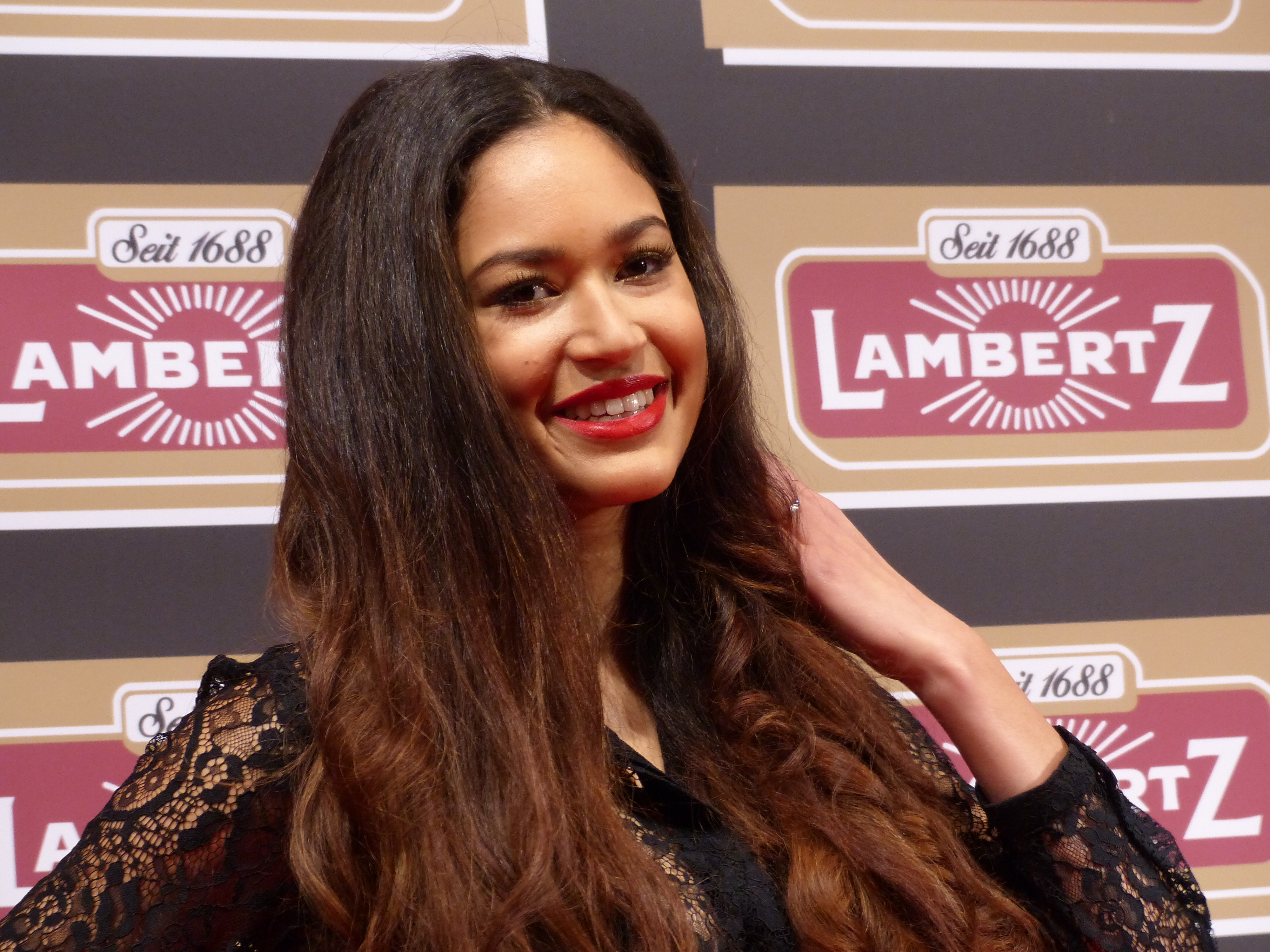
Lovelyn Enebechi (* 1996)

- Enebechi, Lovelyn (* 1996), deutsches ModelLovelyn Enebechi (* 1996)

### Eneh
- Enehielm, Andreas af (* 1987), finnisch-schwedischer Schauspieler

### Enei
- Eneidi, Marco (1956–2016), US-amerikanischer Altsaxophonist des Free Jazz und der Neuen Improvisationsmusik

### Enej
- Eneja, Michael Ugwu (1919–2008), römisch-katholischer Bischof von Enugu, Nigeria
- Enejew, Magomed Alijewitsch (1897–1928), balkarisch-sowjetischer Kommunist
- Enejew, Timur Magometowitsch (1924–2019), balkarisch-russisch-sowjetischer Physiker und Mathematiker

### Enek
- Énekes, István (1911–1940), ungarischer Boxer
- Eneko (* 1990), spanischer Fußballspieler
- Enekwechi, Chukwuebuka (* 1993), nigerianischer Kugelstoßer

### Enem
- Enemark, William A. (1913–2016), US-amerikanischer Offizier, Generalmajor der US-Army
- Enembe, Lukas (1967–2023), indonesischer Politiker (PD)
- Eneme-Ella, Ulrick (* 2001), gabunischer Fußballspieler
- Enemy (* 1998), deutscher Rapper/Sänger

### Enen
- Enen, Johannes († 1519), Weihbischof in Trier und Rektor der Universität Trier
- Enengl, Josef (1926–1993), österreichischer Lyriker, Erzähler und Essayist
- Enengl, Patrick (* 1994), österreichischer Fußballspieler und -trainer
- Enenkel, Georg Achatz von (1573–1620), österreichischer Historiker und Gelehrter
- Enenkel, Job Hartmann von (1576–1627), österreichischer Genealoge und Historiker
- Enenkel, Karl A. E. (* 1959), österreichischer Mittel- und Neulateinischer Philologe

### Eneo
- Eneojo, Joseph Abah (* 1990), nigerianischer Badmintonspieler

### Enep
- Enepekides, Polychronis (1917–2014), österreichischer Byzantinist und Neogräzist griechischer Herkunft

### Ener
- Ener, Cemal (* 1959), türkischer Lektor und Übersetzer
- Eneramo, Michael (* 1985), nigerianischer Fußballspieler
- Eneroth, Olof (1825–1881), schwedischer Pomologe, Schriftsteller und Reformpädagoge
- Eneroth, Tomas (* 1966), schwedischer Politiker und Infrastrukturminister
- Enerson, R. C. (* 1997), US-amerikanischer Automobilrennfahrer

### Enes
- Enescu, Adrian (1948–2016), rumänischer Komponist, Dirigent und Musikproduzent
- Enescu, George (1881–1955), rumänischer Komponist, Violinist und DirigentGeorge Enescu (1881–1955)

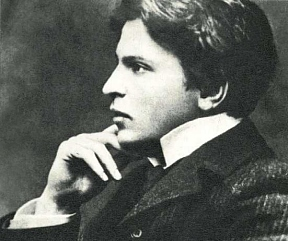
George Enescu (1881–1955)

- Enestam, Jan-Erik (* 1947), finnischer Politiker, Mitglied des Reichstags
- Eneström, Gustaf (1852–1923), schwedischer Mathematiker

### Enet
- Enetama, Moira, Kulturaktivistin in Niue

### Enev
- Enevold, Flemming (* 1952), dänischer Schauspieler, Theaterregisseur und Theaterleiter
- Enevoldsen, Bob (1920–2005), US-amerikanischer Jazzposaunist
- Enevoldsen, Jens (1907–1980), dänischer Schachspieler
- Enevoldsen, Peter (* 1961), dänischer Fußballspieler und -trainer
- Enevoldsen, Thomas (* 1987), dänischer Fußballspieler
- Enevoldson, Einar (1932–2021), amerikanischer Segelflugpilot und Weltrekordhalter

### Enew
- Enew, Dejan (* 1960), bulgarischer Schriftsteller
- Enew, Ewgeni (* 2001), bulgarischer Stabhochspringer
- Enew, Stojan (* 1989), bulgarischer Gewichtheber